# Geoff Sandys
Geoffrey "Geoff" Sandys (* 9. Juni 1951 in London) ist ein ehemaliger britischer Eisschnellläufer.
Sandys nahm von 1970 bis 1980 an internationalen Wettbewerben teil und errang bei der Mehrkampfweltmeisterschaft 1973 in Deventer den 38. Platz im Großen Vierkampf. In der Saison 1975/76 belegte er bei der Mehrkampfweltmeisterschaft 1976 in Heerenveen den 30. Platz im Großen Vierkampf und bei den Olympischen Winterspielen 1976 in Innsbruck den 26. Platz über 5000 m, den 24. Platz über 1500 m sowie den 18. Platz über 10.000 m. Im folgenden Jahr kam er bei der Mehrkampfweltmeisterschaft in Heerenveen erneut auf den 30. Platz im Großen Vierkampf. Letztmals international startete er bei den Olympischen Winterspielen 1980 in Lake Placid, wobei er auf den 33. Platz über 1500 m und auf den 28. Rang über 5000 m lief.

## Persönliche Bestzeiten
| Disziplin | Zeit         | Datum             | Ort                  |
| --------- | ------------ | ----------------- | -------------------- |
| 500 m     | 42,23 s      | 12. Februar 1977  | Heerenveen           |
| 1000 m    | 1:24,50 min  | 8. Februar 1977   | Heerenveen           |
| 1500 m    | 2:07,32 min  | 28. Dezember 1979 | Inzell               |
| 3000 m    | 4:27,53 min  | 10. Januar 1978   | Madonna di Campiglio |
| 5000 m    | 7:35,42 min  | 5. Januar 1977    | Inzell               |
| 10.000 m  | 15:45,45 min | 9. Januar 1980    | Innsbruck            |